# Junkerhaus (Frankfurt (Oder))

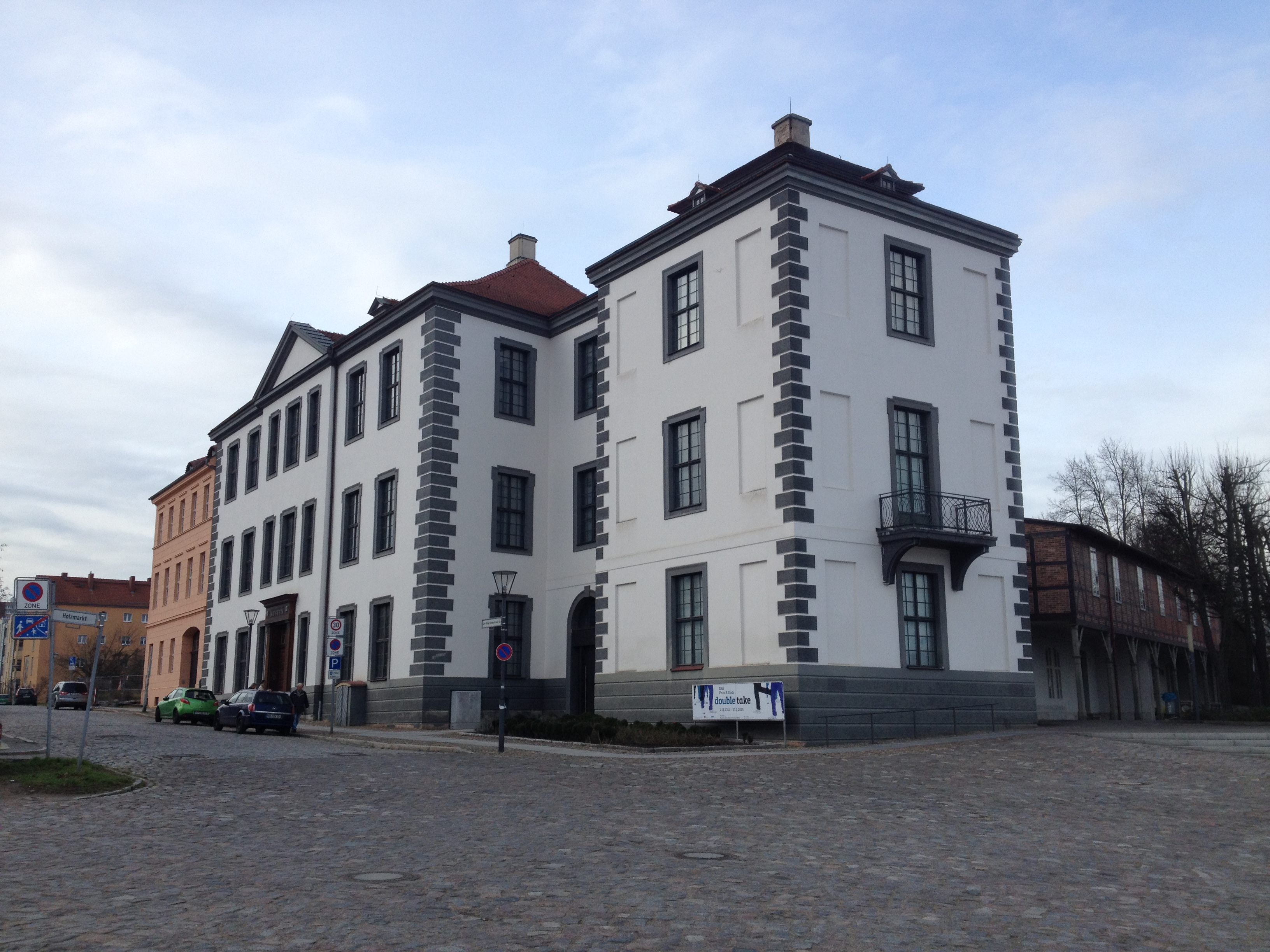
Junkerhaus, 2014

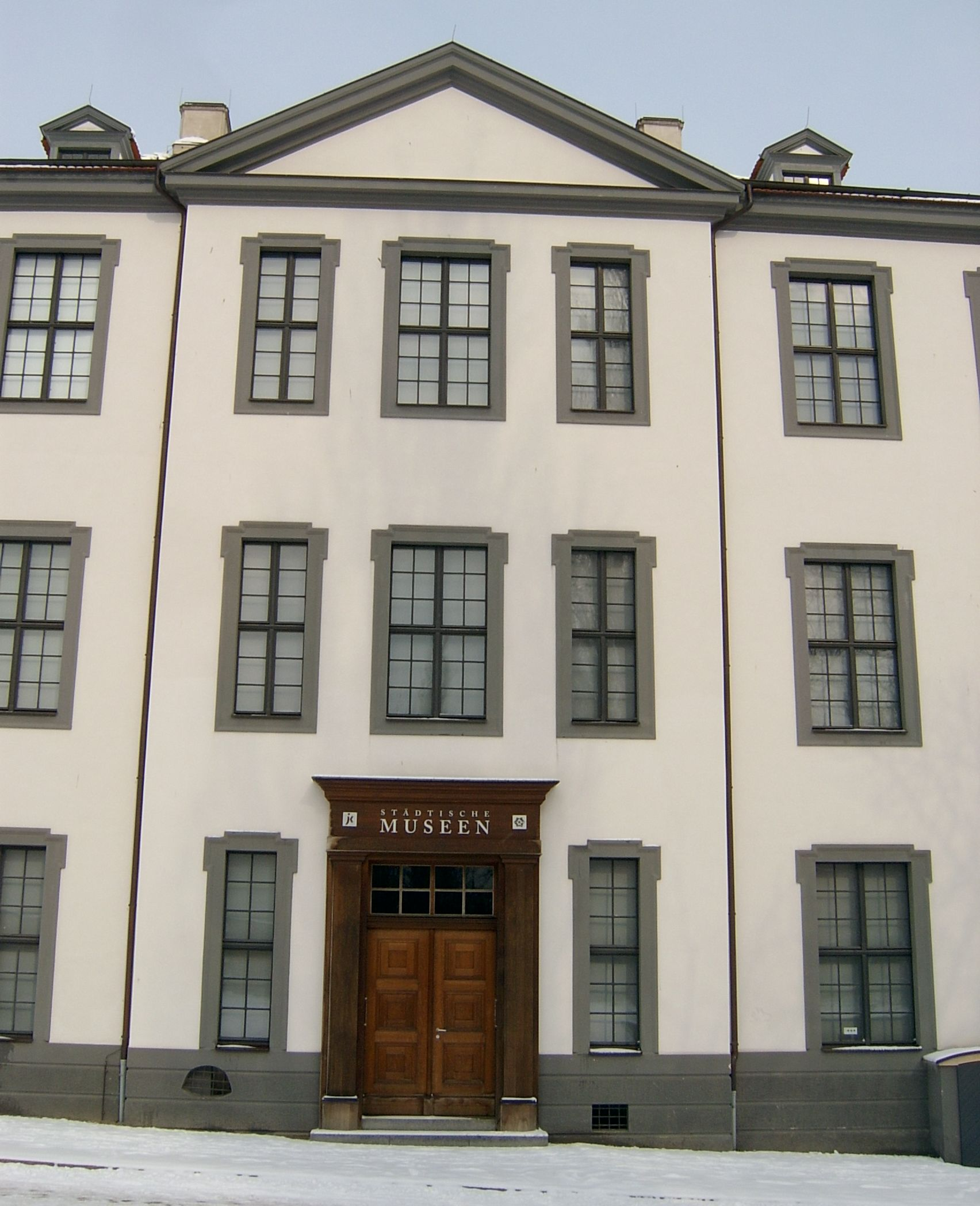
Eingang des Museums Viadrina, 2006

Das Junkerhaus in Frankfurt (Oder) wurde im Mittelalter in Form eines gotischen Patrizierhauses errichtet. Es ist eines der wenigen Gebäude im Zentrum der Stadt, das 1945 das Ende des Zweiten Weltkrieges überstanden hat. Es beherbergt seit 1957 das Stadtmuseum.

## Geschichte

### Vom Patrizierhaus zum Junkerhaus
Das Gebäude wurde 1557 als Grundstück „uff den Ecken“ in der Giebelgasse im Besitz der Familie Affe erstmals erwähnt. Später gehörte es Bürgermeister Albrecht Wins. Dann wurde es an den Kurfürsten Johann Georg verkauft. In einer Schenkungsurkunde von 1574 an den Generalsuperintendenten und Professor der Theologie an der Brandenburgischen Universität Frankfurt, Andreas Musculus wird es „Haus der jungen Herren“ genannt. 1581 besaß Festungsbaumeister Graf Rochus zu Lynar das Gebäude und kaufte das westlich angrenzende Nebengebäude hinzu. 1596 erwarb ein Joachim von Schrapsdorf die Immobilie, doch schon 1598 war Kurfürst Joachim Friedrich Eigentümer und ließ es zum Wohnsitz der an der Alma Mater Viadrina studierenden Prinzen aus kurfürstlichem Haus sowie Verwandte und Angehörige befreundeter Fürstenhäuser nutzen. In dieser Zeit wurden die Bezeichnungen „Junge Herren-Haus“ oder „Junkerhaus“ geläufig. Junker werden zu dieser Zeit allgemein die Söhne des Adels und junge Edelleute ohne sonstigen Titel genannt. Auch die Gasse, an der das Haus liegt, nannten die Leute ab dieser Zeit häufig „Junkergasse“ oder „Junkerstraße“; das älteste schriftliche Zeugnis des Namenswechsels stammt von 1683. Zuvor hieß sie Am Ringe, dann Giebelgasse. 1948 wurde sie in Stresemannstraße umbenannt; seit 1965 heißt sie Carl-Philipp-Emanuel-Bach-Straße.
1615 schenkte Kurfürst Johann Sigismund das Haus der Alma Mater Viadrina, stellte aber Bedingungen: „Einer der Professoren, vorzüglich der Professor der Geschichte, sollte in dem Hause freie Wohnung haben, in den übrigen Zimmern aber die Zusammenkünfte der Professoren (Concilia) gehalten werden. Wofern junge Markgrafen auf hiesiger Universität studieren würden, so müsse ihnen das ganze Haus während ihres hiesigen Aufenthaltes eingeräumt werden.“ 1621 ließ die Universität das Gebäude innen und außen renovieren.

### Wiederaufbau nach dem Dreißigjährigen Krieg
Im Dreißigjährigen Krieg (1618–1648) wurde das Haus stark beschädigt; 1649 galt das Haus aufgrund ausbleibender Reparaturarbeiten als „total ruin“; 1660 stürzt der östliche, oderseitige Giebel ein.

„Da dieses Haus nun schon vor etzlichen Jahren gar wüste worden, dass nur die bloßen Mauern von denselben stehen, ist dasselbe zur allgemeinen Kloake gemacht worden, dass sowohl die einheimischen Bürger, als auch die einlogierte Garnison sich des Abtritts darin gebrauche… Aller Unflat und Schutt, welcher aus den Ställen und Häusern aus der Stadt wird heraufgetragen, sowohl bei Tag als des Nachts und ist dasselbe so verschüttet, dass viele Tausend Fuder darauf liegen“

Ab 1670 wurde das Gebäude auf Veranlassung des Kurfürsten Friedrich Wilhelm durch Festungsbaumeister Philippo di Chieze und den Proviantverwalter Dammerow baulich gesichert. Ab 1678 folgten weitere Baumaßnahmen unter Leitung von Baumeister Cornelis Ryckwaert. 1681 stürzte der oderseitige Giebel erneut ein. Im Jahr darauf begann die Ausstattung der Innenräume mit prachtvollen Stuckdecken, die von oberitalienischen Stuckateuren (Giovanni Battista Tornielli, Giovanni Simonetti, Giovanni Belloni) ausgeführt wurden. Nach dem Tod Cornelis Ryckwaerts im Jahre 1693 führte Louis Cayardt „die Arbeiten am Schlossbau zu Frankfurt a. d. O.“ weiter, der hugenottische Baumeister nennt es französisch Maison Electorale (Kurfürstliches Haus). Das Gebäude hat durch den turmartigen Anbau und einen schmalen verbindenden Bauteil sowie durch seine schlichten Fassadenproportionen das in den 1990er bis 2000er Jahren wieder hergestellte barocke Aussehen erhalten.
Zur 200-Jahr-Feier der Alma Mater Viadrina im Jahre 1706 wohnten der preußische König Friedrich I. und der Kronprinz Friedrich Wilhelm im zu diesem Zeitpunkt „Königlich“ genannten Haus, das darum auch „Stadtschloss der Hohenzollern“ genannt wird.

### Streit um Wohnrecht auf Lebzeit
1685 erhielt Professor Andreas Wolfgang von Runckel das Wohnrecht im „Herren Haus“ auf Lebzeit. 1692 zeigte Professor von Runckel die Stadt beim Landesherrn an, da diese Teile des Hofes des Junkerhauses zur Aufstellung von Fischtrögen, also als Fischmarkt nutzte und dabei Wasserschäden am Gebäude entstanden. Im Vorfeld kam es zum handfesten Streit der Professorengattin mit den Fischweibern und zur tätlichen Auseinandersetzung zwischen städtischen Bediensteten und dem Professor selbst. 1706 kündigt die Stadt Professor von Runckel das Wohnrecht mit dem Vorwurf des Diebstahls von Samtstühlen, unerlaubtem Halten von Tauben, Lärmbelästigung durch Musizieren und Verursachung von Schäden am Junkerhaus durch nicht geschlossene Fenster. Von Runckel bestritt die Vorwürfe. Zu dem Vorwurf der Lärmbelästigung führte er an, dass er seine Kinder von Jugend an täglich zum Musizieren angehalten habe, dies aber nicht als Lärmbelästigung angesehen werden könne. Ein Beweis für die ausgezeichnete Qualität der von ihm und seinen Kindern im Junkerhaus zu hörenden Musik sei, dass sie seiner Königlichen Majestät verstorbener Mutter Sophie Charlotte von Hannover bei ihrem letzten Besuch in Frankfurt vorspielen durften. Außerdem verstehe er überhaupt nicht, inwiefern Musik dem Haus schädlich und strafbar sein solle. 1713 beschwerte sich Professor von Runckel beim König über den Leerstand des Herrenhauses und die missbräuchliche Nutzung von Teilen des Erdgeschosses als Stall und für Lagerzwecke. Gleichzeitig bitte er um Gewährung seiner ehemaligen Wohnrechte im Junkerhaus. Er wies darauf hin, dass schon ein zeitlicher und kostenmäßiger Vergleich der aufgewendeten Gelder für Fensterreparaturen beweisen würde, dass er in der Zeit, in der er im Junkerhaus gewohnt hat, mehr dafür ausgegeben hätte, als der Verwalter während des Zeitraumes des Leerstandes des Hauses. Nach wenigen Wochen wurde entschieden, Professor von Runckel wieder auf Lebzeit in seine alten Rechte einzusetzen, allerdings mit Auflagen. Sowohl Reinigung als auch die Veranlassung aller notwendigen Arbeiten an Türen, Fenstern und sonstigen Reparaturen im gesamten Haus und die Kostenübernahme durch von Runckel waren Bedingungen für den erneuten Bezug des Junkerhauses.
1748 logierte Feldmarschall Kurt Christoph von Schwerin im Junkerhaus.

### General-Akzise-Amt und Konsumverwaltung
König Friedrich II. schenkte der Stadt das Anwesen mit der Auflage, im Erdgeschoss die „königlichen Kassen“ aufzunehmen und das Hauptgeschoss als Wohnung für den Commissarius loci auszubauen. 1769/70 nahm er die Schenkung zurück. 1770 wurde im Haus das „General-Akzise-Amt“ mit dazugehöriger Warenniederlage im „Packhof“ eingerichtet (ab 1818 heißt es „Hauptzoll- und Steueramt erster Ordnung“). 1798 bis 1800 wurden unter Leitung des Landesbaumeisters Georg Christian Berger bauliche Veränderungen vorgenommen, denen vermutlich ein Teil der Stuckdecken zum Opfer fielen. 1832 wies Karl Friedrich Schinkel auf die mangelhafte Verankerung des Gebäudes hin: „Ein daran stoßender alter Pavillon, ebenfalls von drei Geschossen wie der Hauptbau, welcher der Anlage von der Wasserseite ein bedeutendes Ansehen gibt und räumliche Zimmer mit schönen Aussichten enthält, wird durch Verankerung der Wand gesichert werden müssen, indem diese sich ausbaucht und Risse erzeugt.“ Die geforderten Sanierungsmaßnahmen von Schinkel erfolgten in umfassendem Maße erst nach 1990.
1912 erhielt die Garnisonverwaltung und Intendantur der 5. Division ihren Sitz im Junkerhaus. 1920 bezog eine Zweigstelle des Reichsvermögensamtes, 1927 der Reichsfinanzverwaltung, 1934 des Heeresbauverwaltungsamtes und des Reichsbauamtes Räume. Neben der dienstlichen Nutzung des Junkerhauses sowie der dazugehörigen Gebäude wurden die Räumlichkeiten für Wohnungen der Beamten verwendet. Nach Ende des Zweiten Weltkrieges 1945 war das Junkerhaus eines der wenigen erhaltenen Gebäude im Stadtzentrum Frankfurts. Diente es zunächst als Seuchenlazarett des städtischen Krankenhauses, wurde es dann Wachstube der Grenztruppen. Zudem hatten verschiedene Verwaltungseinrichtungen (Wasserwirtschaft, staatliche Versicherung, Staatsbank, Konsumverwaltung) Büros im Junkerhaus.

### Städtisches Museum Viadrina
1957 bezog das Museum VIADRINA (ein Vorläufer des heutigen „Städtischen Museums Viadrina“) die ersten Räume; 1959 wurde die erste Ausstellung im Hauptgebäude eröffnet. Am Haupteingang wurde das Portal des am 20. Dezember 1962 abgerissenen Hauptgebäudes der Brandenburgischen Universität Frankfurt angebracht. Die Ausstellungsräume mussten 1986 wegen erheblicher Einsturzgefahr geschlossen werden. Im Folgejahr begannen Sanierungsarbeiten, die sich am baulichen Zustand des Gebäudekomplexes um 1700 orientierten. Erst 1990 übergab die Verwaltung des Konsums die letzten Räume dem Museum. 2001 wurde ein Teil des Junkerhauses mit der Ausstellung „Die Viadrina - eine preußische Universität im 18. Jahrhundert“ der Öffentlichkeit wieder zugänglich gemacht. 2003 war die Vollsanierung abgeschlossen.